# 局外人 L'Etranger
局外人 L'Etranger是由Class-2在2019年发布的一部视觉小说和恋爱冒险游戏。设定在一座和中国县城相似的虚构城市“江城”，主人公的身份是高三学生，要面对每日授课和稀少的社团活动，以及最后的高考，游戏中也存在家庭作业系统，被称为“高考游戏”。这部作品被开发人员称为“局外人的故事，大时代的残酷青春物语！”。

## 故事
由于种种原因，西西弗作为“高考赏金猎人”来到某地的高中。“高考赏金猎人”是一种特殊职业，他们每年插班到高三年级，在一年的学习后代替某人参加高考，拿一个好成绩，從中收取豐厚的報酬。第二年再插班到其他地方的学校，周而复始，直到因为各种原因“退役”。

## 角色

### 主要人物
西西弗
本作的主人公，作为“高考赏金猎人”来到“江城”某高中“工作”。
筑野真穂（ツくのまほ）
高三2班的学生，性格温和，上进听话，学习非常认真，但成绩也一直无法突破重点班中上游。父系的祖辈是本土穷人，在战后加入开拓团，但是几代人后依然是城市工薪家庭，经济状况拮据。尽管这样，家庭生活还是很温暖的。
茨维娅（Цвиа Стругатскаыа）
高三2班的学生，高一目睹了地下乐队的演出后，在学校多次尝试组织自己的乐队，因此耽误了学习时间。外祖父曾是北满重要俄商，母亲是江城某株式会社社长。家庭教育环境自由，父母很支持她的兴趣发展。

### 其他人物
奈鹤（Nai-Ho）
高三2班的学生，成绩优异，是老师心中“冲击状元”的人选。江城市本地中产家庭，父亲是大学教师，母亲是公务员。高中前成绩优秀却比较内向，高中后依然话不多，比较恃才傲物，但有不为人知的一面。
夏甲（Hsia Chia）
江城师大附中政教处主任。教的课程是英语，但因为行政事务繁忙现在并不带班上课。诸多工作中的一项是指导生徒会的各部门行动。性格沉稳周密，并善于协调各方面。是曾经参加过六四事件的学生。
陶涛涛（T'ao T'ao T'ao）
高三2班的学生，班上乃至学校各种设备技术问题的担当。会自己组装电子产品的零部件。因为帮忙很厉害，拥有带笔记本电脑上学的特权。成绩总的来说处于班上的上游，虽然电脑很拿手（并不算分），数学成绩却意外地很一般。不太说话，有时宁愿用电脑发音代劳。
蔡建和（T'sai Chien-Ho）
高三2班的学生，常常沉浸在自己的世界里，因此虽然性格并不孤僻，却朋友不多，大多维持在点头之交。不太愿意讨论成绩的问题，不过一般能保持在重点班。不知为什么，会被人说想南岛人。具有能看到电视频道并不播出的动画片的技能，据说是靠上网的缘故。
若林隼人（Wakabayashi Hayato）
高三2班的学生，校雏鹰青年联盟主席兼生徒会会长。各种场合代表学生的当然人选。传言家庭有高官背景，但被本人否认。似乎从入校开始就以行省优秀学生干部面试推荐入学为目标，但是这一政策去年被取消了。考试成绩并不稳定，在年纪第二名和二百名之间摇摆。
余弦（Yu Hsien）
男主角工作上的同事和半个上级，和男主之间关系比较糟糕。出身于天港，因为工作需要调到江城。努力想打造非常可靠的职业前辈形象，但是性格天然呆并冒失，经常把事情搞砸。

## 评价
这部游戏在豆瓣网获得8.6分评价。在Bangumi获得7.4分评价。
端传媒的特約撰稿人池騁认为这部游戏在谈论高考时，也在谈论这个社会。游戏中運用大量政治隱喻和政治符號，在當下的輿論環境中，是相當大膽的嘗試。